# راي بيكتيناسا
راي بيكتيناسا (بالإنجليزية: Ray Buktenica)‏ هو ممثل أمريكي، ولد في 6 أغسطس 1943 بنيويورك في الولايات المتحدة.

## أعمال

### مسلسلات
- باتمان

## وصلات خارجية
- راي بيكتيناسا على موقع IMDb (الإنجليزية)
- راي بيكتيناسا على موقع قاعدة بيانات الفيلم (الإنجليزية)